# Il partner
Il partner (titolo orig. The Partner) è un romanzo giallo giudiziario di John Grisham, pubblicato nel 1997. É il suo ottavo romanzo.

## Trama
Patrick S. Lanigan, socio di uno studio legale a Biloxi, Mississippi, sparisce nel nulla dopo aver sottratto al suo studio 90 milioni di dollari.
Dopo quattro anni, Patrick viene scoperto da un gruppo di mercenari assoldati dal suo ex studio legale: ha una nuova vita, un nuovo nome e una nuova compagna (Eva) a Ponta Porã, in Brasile. I mercenari lo rapiscono e lo torturano, ma grazie all'intervento di Eva, l'FBI lo sottrae ai suoi rapitori e lo rimpatria, dove dovrà però rispondere dei suoi crimini.
Patrick aveva però previsto questa eventualità e non si fa trovare impreparato, affrontando gli eventi e riuscendo ad evitare, in definitiva, il carcere. Ma nuove sorprese lo attendono e in un finale avvincente, la preda diventa cacciatore.

## Edizioni italiane
- Il partner, traduzione di Tullio Dobner, Collana Omnibus, Milano, Mondadori, 13 maggio 1997, ISBN 978-88-044-2516-8. - Collana Oscar Bestsellers n.906, Mondadori, ottobre 1998, ISBN 978-88-044-5412-0 - Collana Oscar Bestsellers, Mondadori, 2019, ISBN 978-88-047-2339-4; Milano, Hearst Magazines Italia, 2024, ISBN 977-00-166-9439-5.